# Typografisk punkt
Punkt är en måttenhet i typografi, som används för bland annat bokstävers storlek (grad), radavstånd (kägel) och bredd på linjer. I modern desktop publishing-typografi är 1 punkt = 0,3528 millimeter. I traditionell europeisk typografi är 1 punkt = 0,376 millimeter
Det finns två (närbesläktade) system för att definiera storleken på en punkt. Traditionellt har man i större delen av Europa använt det franska Didot-systemet, med måttenheten cicero (4,512 millimeter) som bas. En cicero delas in i 12 punkter, och en cicero-punkt (eller didot-punkt) är alltså 0,376 millimeter. I Storbritannien och USA har man istället använt måttenheten pica, som fungerar på samma sätt som cicero, men är något kortare. En traditionell amerikansk pica motsvarar 4,2175 millimeter, medan en modern dator-pica motsvarar 4,233 millimeter. En pica-punkt som används i ett datorprogram motsvarar alltså 0,3528 millimeter. Idag, när desktop publishing-tekniken helt tagit över, och de datorprogram som används kommer från USA, är det i praktiken pica-punkter som används överallt för att ange grad, kägel och linjebredd. De kallas också ibland för desktop publishing-punkter eller postscript-punkter. En del anser att pica-punkter bör kallas ”points” för att skilja dem från cicero-punkter. 

## Historia
Redan på Gutenbergs tid rådde oklarheter om måtten på typerna. Stilgjuterierna i olika länder hade alla sina egna måttstandarder. I grunden var detta en följd av den oreda i måttsystem som rådde ända till metersystemets införande.
Så småningom kom man i Europa fram till den så kallade Berthold-Didot-punkten. Den definierades ursprungligen som 1⁄72 av en fransk kunglig fot (0,324 834 3… m). Detta var storleken på en tämligen normal typ. Senare tog man 1⁄12 av detta för mera precisa måttsättningar. Slutresultatet blev alltså 1 p = 1⁄864 av 1 pied = 0,375 965 62… mm. Detta omdefinierades 1973 till exakt 0,376 mm.
En amerikansk DTP-point (pt) definieras som 1⁄72 av 1 US inch = 0,352 777 7… mm. En amerikansk point är 1⁄72,27 av 1 US inch.
1 pt är alltså något mindre än 1 p. Skillnaden kan synas liten, men den är dock fullt märkbar med blotta ögat när man jämför utskrivna texter med samma snitt, den ena med punkt-standard, den andra med point-standard.
12 p kallas på tryckarspråk 1 cicero. Den amerikanska motsvarigheten 12 pt kallas 1 pica. Måttet cicero användes tidigare främst beträffande spaltbredd.
De olika graderna fick i svenska tryckerier en rad fantasifulla namn, som visas i tabellen här. Alternativa namn till kolonel (7 punkter) är mignon och halvmittel.
Ej sällan ser man ifrån engelska översatt litteratur att översättaren av okunnighet översatt point  med punkt,  vilket alltså mättekniskt är inkorrekt. Ibland har felöversättningen mindre betydelse, men i kritiska fall måste man ta hänsyn till skillnaderna.